# エド・エムシュウィラー
エド・エムシュウィラー（Ed Emshwiller、1925年2月16日 - 1990年7月27日）はアメリカ合衆国の視覚芸術家。SF雑誌の表紙絵と、実験映画に関する先駆的な仕事で著名である。イラストには通常エムシュ（Emsh）、たまにエド・エムシュ（Ed Emsh）ないしエムスラー（Emsler）とサインした。
ミシガン州ランシングで生まれた。1947年にミシガン大学を卒業し、1949年から50年の間は妻と共にパリへ行きエコール・デ・ボザールに通った。妻というのはSF作家のキャロル・エムシュウィラーで、彼らは1949年8月30日に結婚したのだった。彼はアート・スチューデンツ・リーグ・オブ・ニューヨークにも通っている（1950 - 51年）。
1951年から79年にかけて、エムシュウィラーは数十冊のペイパーバックやSF雑誌の表紙絵、挿絵を描いた。雑誌では「ギャラクシー」や「F&SF」での仕事が有名である。この時期、彼はヒューゴー賞ベスト・アーティスト賞を5回に渡り受賞している。年度は1953年（この回はハネス・ボクとの同時受賞）、1960年、1961年、1964年である。エムシュの表紙絵には「典型」というものが存在しない。「ギャラクシー」1951年8月号における彼の画風は、ディロン夫妻（Leo and Diane Dillon）の後期作のそれを思わせるものであった。
後半生は実験映画の分野に傾注。1990年7月25日、カリフォルニア州で没。

## 受賞歴
- ヒューゴー賞プロアーティスト部門 1960年～1962年、1964年